# Tae Satoya
Tae Satoya (n. 12 iunie 1976, Sapporo, Japonia) este o sportivă ce a reprezentat Japonia, medaliată olimpică. A participat la 5 ediții ale Jocurilor Olimpice (1994, 1998, 2002, 2006, 2010) în care a câștigat o medalie de aur și o medalie de bronz.